# VK Zvončac Split
Vaterpolo klub "Zvončac" - Split (VK Zvončac; Zvončac; Zvončac Split) je muški vaterpolski klub iz Splita, Splitsko-dalmatinska županija. 
 
Sjedište kluba je na adresi Sustjepanski put 23, Split. 

## O klubu
VK "Zvončac" je osnovan 2013. godine, a od 2014. se natječe u 3. HVL - skupina Split. Utakmice igra na "Jadranovu" bazenu na Zvončacu. 

## Uspjesi
3. HVL - skupina Split
- prvak: 2017.

## Poznati treneri
- Mile Smodlaka

## Unutrašnje poveznice
- Vaterpolski klub Jadran Split

## Vanjske poveznice
- hvs.hr, Zvončac[neaktivna poveznica]
- [neaktivna poveznica]
- sportilus.com, VATERPOLO KLUB ZVONČAC - SPLIT